# Lillkyrka landskommun, Närke
För andra landskommuner med detta namn, se Lillkyrka landskommun.
Lillkyrka landskommun var en tidigare kommun i Örebro län. 

## Administrativ historik
Den inrättades i Lillkyrka socken i Glanshammars härad när 1862 års kommunalförordningar trädde i kraft den 1 januari 1863. 
Vid kommunreformen 1952 gick den upp i Glanshammars landskommun. Området tillhör sedan 1974 Örebro kommun.

## Politik

### Mandatfördelning i valen 1938-1946
| 6 | 4 | 3 | 2 |

| 15 |

| 6 | 3 | 3 | 3 |

| 15 |

| 5 | 6 | 2 | 2 |

| 14 |